# Sérgio Soares
Sérgio Soares (nacido el 11 de enero de 1967) es un exfutbolista brasileño que se desempeñaba como centrocampista y entrenador.
Dirigió en equipos de Brasil como el Santo André, Juventus, Ponte Preta, São Caetano, Paraná, Atlético Paranaense, Bahia y Goiás.

## Trayectoria

### Clubes
| Club               | País           | Año         |
| ------------------ | -------------- | ----------- |
| Juventus           | Brasil         | 1985 - 1992 |
| Al-Hilal           | Arabia Saudita | 1992 - 1995 |
| Juventus           | Brasil         | 1993        |
| Guarani            | Brasil         | 1995        |
| Palmeiras          | Brasil         | 1996 - 1997 |
| Kyoto Purple Sanga | Japón          | 1996        |
| Internacional      | Brasil         | 1998        |
| Juventus           | Brasil         | 1998        |
| Etti Jundiai       | Brasil         | 1999        |
| São José           | Brasil         | 2000        |
| Gama               | Brasil         | 2000        |
| Santo André        | Brasil         | 2001        |
| Juventus           | Brasil         | 2001 - 2003 |
| Santo André        | Brasil         | 2003        |
| Náutico Capibaribe | Brasil         | 2003        |
| Santo André        | Brasil         | 2003 - 2004 |

### Como entrenador
| Club                | País   | Año         |
| ------------------- | ------ | ----------- |
| Santo André         | Brasil | 2004 - 2005 |
| Juventus            | Brasil | 2006        |
| Grêmio Barueri      | Brasil | 2006 - 2007 |
| Santo André         | Brasil | 2007        |
| Juventus            | Brasil | 2008        |
| Santo André         | Brasil | 2008        |
| Ponte Preta         | Brasil | 2008 - 2009 |
| São Caetano         | Brasil | 2009        |
| Paraná              | Brasil | 2009        |
| Santo André         | Brasil | 2009 - 2010 |
| Atlético Paranaense | Brasil | 2010 - 2011 |
| Grêmio Barueri      | Brasil | 2011        |
| Cerezo Osaka        | Japón  | 2012        |
| Avaí                | Brasil | 2013        |
| Ceará               | Brasil | 2013 - 2014 |
| Bahia               | Brasil | 2015        |
| São Bernardo        | Brasil | 2016        |
| Ceará               | Brasil | 2016        |
| Santo André         | Brasil | 2017        |
| Goiás               | Brasil | 2017        |
| Santo André         | Brasil | 2018        |
| Londrina            | Brasil | 2018        |
| São Bernardo        | Brasil | 2019        |
| ABC                 | Brasil | 2019-       |